# 셀바젱스 제도

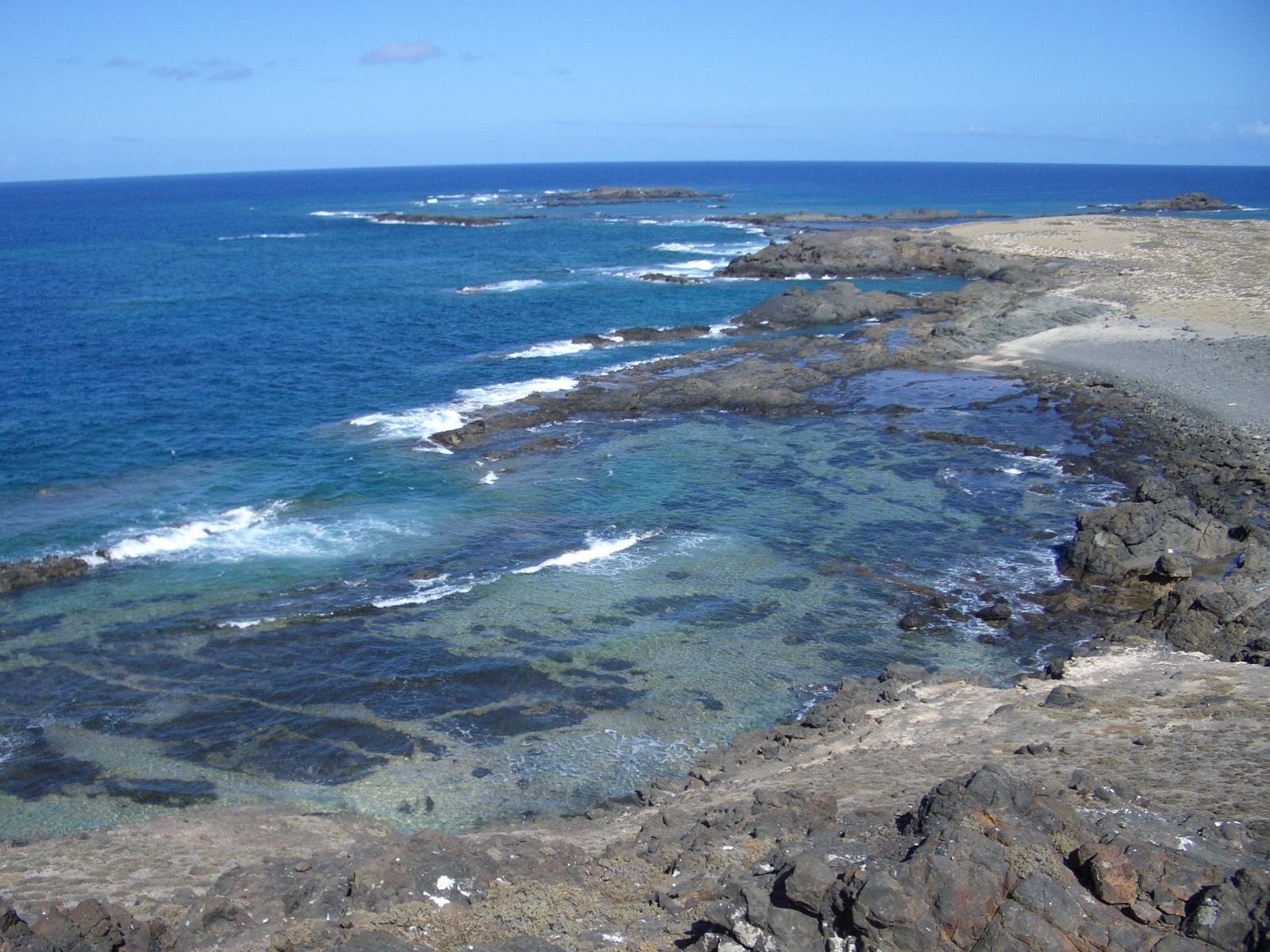
셀바젱스 제도

셀바젱스 제도(포르투갈어: Ilhas Selvagens)는 포르투갈령 마데이라 제도에 위치한 군도로 무인도이다. 면적은 2.73km2, 높이는 163m이며 마데이라 제도에서 약 280km, 카나리아 제도에서 165km 정도 떨어진 곳에 위치한다.

## 같이 보기
- 마카로네시아